# Punta del Rebbio
La punta del Rebbio, en allemand Bortelhorn, est une montagne du massif des Alpes lépontines qui s'élève à 3 192 ou 3 193 m d'altitude, à cheval entre la Suisse (canton du Valais) et l'Italie (Piémont).
La voie normale se trouve côté suisse, depuis la route secondaire qui bifurque de la route du col du Simplon au pont du Berisal. Le chemin est d'abord un chemin de randonnée, avec une escalade finale facile (cotation I-II), le long de la crête. Le sommet offre une vue sur le Valais vers Martigny en Suisse et la vallée de l'Alpe Veglia (it) en Italie.